# Halowe Mistrzostwa Świata w Lekkoatletyce 2003 – bieg na 400 m mężczyzn
Bieg na 400 m mężczyzn – jedna z konkurencji rozgrywanych podczas halowych mistrzostw świata w lekkoatletyce w 2003. Eliminacje odbyły się 14 marca, półfinały miały miejsce 15 marca, finał zaś został rozegrany 16 marca.
Do eliminacji zgłoszonych zostało 24 zawodników z 20 państw.
Zawody w tej konkurencji wygrał reprezentant Stanów Zjednoczonych Tyree Washington. Drugą pozycję zajął zawodnik z Wielkiej Brytanii Daniel Caines, trzecią zaś ex aequo reprezentujący Irlandię Paul McKee i brytyjski lekkoatleta Jamie Baulch.

## Wyniki

### Eliminacje
Źródło: 
Bieg 1
| Miejsce | Zawodnik             | Państwo           | Wynik | Uwagi |
| ------- | -------------------- | ----------------- | ----- | ----- |
| 1.      | Daniel Caines        | Wielka Brytania   | 45,85 |       |
| 2.      | Tyree Washington     | Stany Zjednoczone | 45,90 | PB    |
| 3.      | Marek Plawgo         | Polska            | 46,33 |       |
| 4.      | Sufyan al-Obaidi     | Tunezja           | 46,47 | NR    |
| –       | Rohan Pradeep Kumara | Sri Lanka         | DSQ   |       |
| –       | Danny McFarlane      | Jamajka           | DNF   |       |

Bieg 2
| Miejsce | Zawodnik          | Państwo   | Wynik | Uwagi |
| ------- | ----------------- | --------- | ----- | ----- |
| 1.      | David Canal       | Hiszpania | 46,39 |       |
| 2.      | Paul McKee        | Irlandia  | 46,68 |       |
| 3.      | Eduardo Vallet    | Włochy    | 47,77 |       |
| 4.      | California Molefe | Botswana  | 47,90 | NR    |
| 5.      | Ernie Candelario  | Filipiny  | 48,86 |       |
| –       | Davian Clarke     | Jamajka   | DSQ   |       |

Bieg 3
| Miejsce | Zawodnik              | Państwo         | Wynik | Uwagi |
| ------- | --------------------- | --------------- | ----- | ----- |
| 1.      | Jamie Baulch          | Wielka Brytania | 46,44 |       |
| 2.      | David McCarthy        | Irlandia        | 46,69 |       |
| 3.      | Chris Brown           | Bahamy          | 46,74 |       |
| 4.      | Cédric Van Branteghem | Belgia          | 46,75 |       |
| 5.      | Román Basil           | Panama          | 49,46 |       |
| –       | Moses Kondowe         | Malawi          | DSQ   |       |

Bieg 4
| Miejsce | Zawodnik           | Państwo           | Wynik | Uwagi |
| ------- | ------------------ | ----------------- | ----- | ----- |
| 1.      | Daniel Batman      | Australia         | 46,11 |       |
| 2.      | Ioan Vieru         | Rumunia           | 46,84 |       |
| 3.      | Damion Barry       | Trynidad i Tobago | 47,21 |       |
| 4.      | Dmitriy Chumichkin | Azerbejdżan       | 48,11 |       |
| –       | Corey Nelson       | Stany Zjednoczone | DSQ   |       |
| –       | Alleyne Francique  | Grenada           | DSQ   |       |

### Półfinały
Źródło: 
Bieg 1
| Miejsce | Zawodnik         | Państwo         | Wynik | Uwagi |
| ------- | ---------------- | --------------- | ----- | ----- |
| 1.      | Paul McKee       | Irlandia        | 46,24 | NR    |
| 2.      | Jamie Baulch     | Wielka Brytania | 46,74 |       |
| 3.      | Daniel Batman    | Australia       | 46,76 |       |
| 4.      | Ioan Vieru       | Rumunia         | 47,01 |       |
| 5.      | Chris Brown      | Bahamy          | 47,03 |       |
| 6.      | Sufyan al-Obaidi | Tunezja         | 47,14 |       |

Bieg 2
| Miejsce | Zawodnik              | Państwo           | Wynik | Uwagi |
| ------- | --------------------- | ----------------- | ----- | ----- |
| 1.      | Daniel Caines         | Wielka Brytania   | 46,24 |       |
| 2.      | Tyree Washington      | Stany Zjednoczone | 46,50 |       |
| 3.      | David McCarthy        | Irlandia          | 46,61 | PB    |
| 4.      | Marek Plawgo          | Polska            | 46,82 |       |
| 5.      | Cédric Van Branteghem | Belgia            | 47,01 |       |
| 6.      | David Canal           | Hiszpania         | 47,17 |       |

### Finał
Źródło: 
| Miejsce | Zawodnik         | Państwo           | Wynik | Uwagi |
| ------- | ---------------- | ----------------- | ----- | ----- |
| 01 !    | Tyree Washington | Stany Zjednoczone | 45,34 | WL    |
| 02 !    | Daniel Caines    | Wielka Brytania   | 45,43 | PB    |
| 03 !    | Paul McKee       | Irlandia          | 45,99 | NR    |
| 03 !    | Jamie Baulch     | Wielka Brytania   | 45,99 | SB    |
| 5.      | David McCarthy   | Irlandia          | 46,61 | PB    |
| 6.      | Daniel Batman    | Australia         | 46,67 |       |